# اتحادیه هلاطلا
اتحادیه هلاطلا (به لاتین: Helatala Union) یک منطقهٔ مسکونی در بنگلادش است که در Kalaroa Upazila واقع شده‌است.